# Heinrich Weitz
Heinrich Weitz (* 11. August 1890 in Linnich; † 30. Oktober 1962 in Duisburg) war ein deutscher Politiker (Zentrum, CDU), Oberbürgermeister, Landesminister und Präsident des Deutschen Roten Kreuzes.

## Biografie

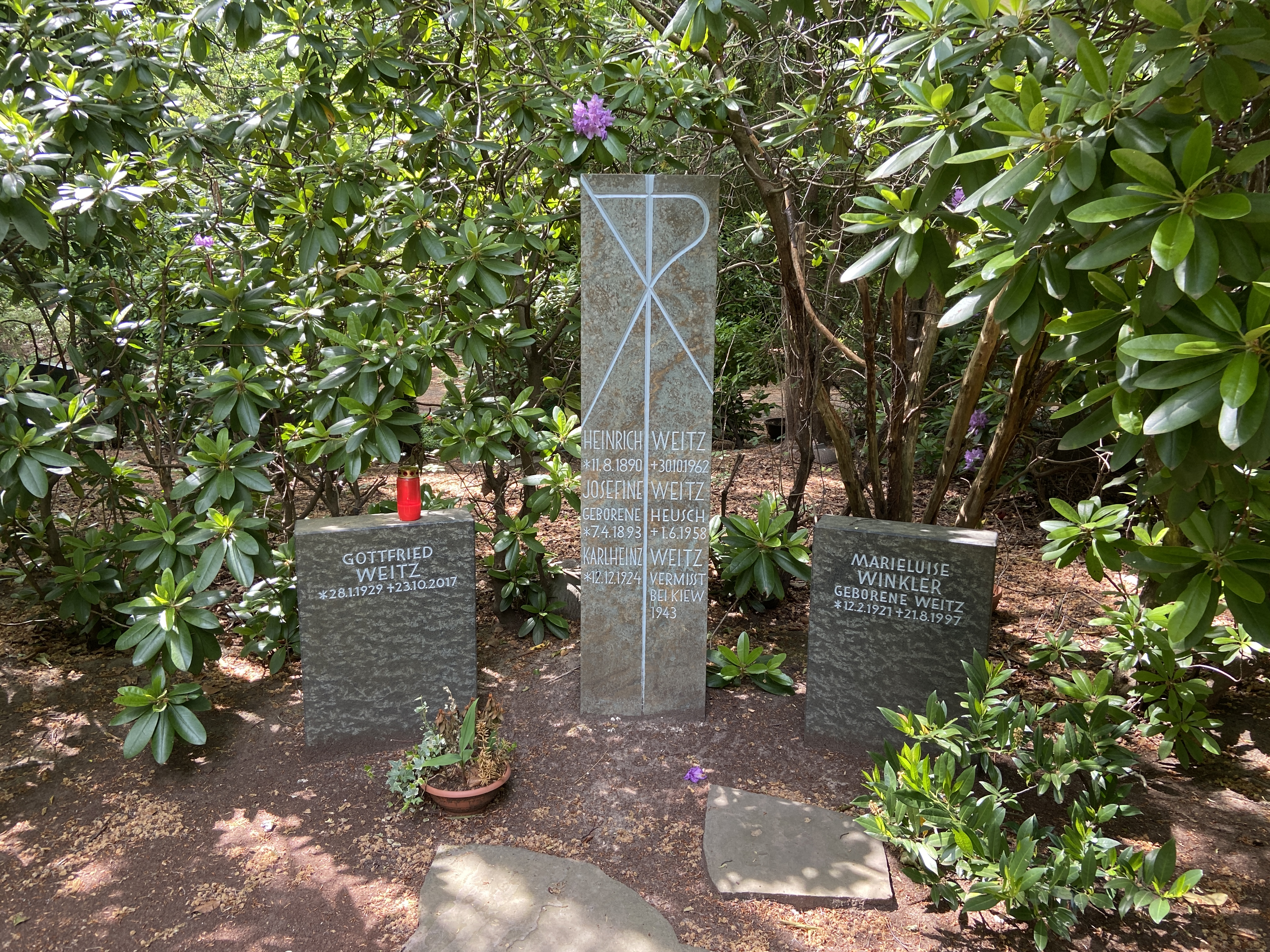
Grab von Heinrich Weitz auf dem Waldfriedhof Duisburg

Nach seinem Studium in Bonn und Eintritt in die katholische Studentenverbindung K.St.V. Arminia im KV war er von 1918 bis 1920 Stadtassessor in Aachen, anschließend bis 1927 Beigeordneter der Stadt Duisburg, hatte nachfolgend von 1927 bis 1933 das Oberbürgermeisteramt der Stadt Trier inne. Von 1930 bis 1933 war er Mitglied des Provinziallandtags Rheinland, bis 1945 als freiberuflicher Rechtsanwalt in Duisburg tätig. 1945 bis 1947 war Weitz Oberbürgermeister der Stadt Duisburg, ab 1946 bis 1950 Mitglied des Landtags von Nordrhein-Westfalen und 1947 bis 1952 Finanzminister des Landes Nordrhein-Westfalen.
In seiner Amtszeit als ehrenamtlicher Präsident des Deutschen Roten Kreuzes (DRK) (1952–1961) bemühte sich Weitz in besonderem Maße um die Rückführung von in der Sowjetunion in Kriegsgefangenschaft und aus anderen Gründen zurückgehaltenen Zivilpersonen (Heimkehrer). Seine direkten Gesprächspartner waren auf Seiten der Bundesregierung Bundeskanzler Konrad Adenauer und Staatssekretär Walter Hallstein. Auf Seiten des DRK beteiligten sich neben Weitz an diesen schwierigen Gesprächen Walther Georg Hartmann, Kurt Wagner und Anton Schlögel. Nach dem Ausscheiden aus diesem Amt wurde er 1961 zum Ehrenpräsident berufen.
1952 bis 1958 hatte Weitz das Amt des Präsidenten des Rheinischen Sparkassenverbandes inne.
1957 wurde Weitz für seine Verdienste um die Stadt Trier, insbesondere den Wohnungsbau für den einkommensschwachen Bevölkerungsteil, die Trierer Ehrenbürgerschaft verliehen.
Heinrich Weitz entstammte der alten Linnicher Familie Weitz, die seit Generationen die Linnicher Wassermühle bewirtschaftete. In der Weimarer Republik gehörte er der Zentrumspartei an, nach dem Zweiten Weltkrieg schloss er sich der CDU an.
Er setzte sich für seine im Zweiten Weltkrieg total zerstörte Heimatstadt ein, so ist noch heute die Rurbrücke in Linnich nach ihm benannt. Die Mühle der Familie beheimatet heute das renommierte Deutsche Glasmalerei-Museum.

## Ehrungen
- 1952: Großes Verdienstkreuz mit Stern der Bundesrepublik Deutschland
- 1957: Verleihung des Ehrenbürgerrechts der Stadt Trier[3]